# Squabs and Squabbles
Squabs and Squabbles é um curta-metragem mudo norte-americano de 1919, do gênero comédia, dirigido por Noel M. Smith e estrelado por Jimmy Aubrey e Oliver Hardy.

## Elenco
- Jimmy Aubrey - Jimmy
- Oliver Hardy - (como Babe Hardy)
- Richard Smith